# Miss Mundo España 2015
Miss Mundo España 2015 fue la tercera (3º) edición del Certamen de Belleza Nacional, Miss Mundo España, el cual se llevó a cabo el domingo 25 de octubre de 2015 en el Auditorio Felipe VI de Estepona, en la provincia de Málaga.
Al final de la velada Lourdes Rodríguez, Miss Mundo España 2014 de Castilla-La Mancha, coronó a la representante de Barcelona, Mireia Lalaguna como Miss Mundo España 2015, la cual representó a España en Miss Mundo 2015, resultando ganadora y convirtiéndose así en la primera Miss Mundo española.

## Resultados
| Resultado         | Candidata                           | Clasificada por                  |
| ----------------- | ----------------------------------- | -------------------------------- |
| Miss Mundo España | - Barcelona - Mireia Lalaguna       | Jurado                           |
| Primera Finalista | - Asturias - Ángela González        | Jurado                           |
| Segunda Finalista | - Islas Baleares - Natalia Ferrer   | Premio especial: Turismo         |
| Top 10            | - Castilla y León - Andrea Martínez | Jurado                           |
| Top 10            | - Córdoba - María Teresa Gálvez     | Jurado                           |
| Top 10            | - Huelva - María José García        | Jurado                           |
| Top 10            | - Melilla - Indira Estrada          | Premio especial: Redes Sociales  |
| Top 10            | - País Vasco - Sarah Loinaz         | Premio especial: Top Model       |
| Top 10            | - Tarragona - Elisabeth Borne       | Premio especial: Talento         |
| Top 10            | - Málaga - María Ruiz Ruiz          | Premio especial: Proyecto social |

## Candidatas oficiales
| Provincia/Comunidad Autónoma | Candidata           | Estatura (m) |
| ---------------------------- | ------------------- | ------------ |
| Alicante                     | Nerea Muro          | 1,78 m       |
| Asturias                     | Ángela González     | 1,73 m       |
| Barcelona                    | Mireia Lalaguna     | 1,77 m       |
| Cádiz                        | Ángela Ponce        | 1,77 m       |
| Castellón                    | Laila Barzosa       | 1,75 m       |
| Castilla-La Mancha           | Cristina Vicente    | 1,78 m       |
| Castilla y León              | Andrea Martínez     | 1,80 m       |
| Córdoba                      | María Teresa Gálvez | 1,76 m       |
| Extremadura                  | Irene Alfageme      | 1,74 m       |
| Gerona                       | Ruth Legido         | 1,71 m       |
| Granada                      | Pilar Seligman      | 1,73 m       |
| Huelva                       | María José García   | 1,77 m       |
| Islas Baleares               | Natalia Ferrer      | 1,76 m       |
| Jaén                         | Cristina Gil        | 1,78 m       |
| Las Palmas                   | Olivia Alonso       | 1,80 m       |
| Lérida                       | Yohenys Flores      | 1,72 m       |
| Málaga                       | María Ruiz Ruiz     | 1,78 m       |
| Melilla                      | Indira Estrada      | 1,72 m       |
| Murcia                       | Carmen Pérez        | 1,80 m       |
| Navarra                      | Amaia Izar          | 1,75 m       |
| País Vasco                   | Sarah Loinaz        | 1,75 m       |
| Sevilla                      | Claudia Moyano      | 1,77 m       |
| Tarragona                    | Elisabeth Borne     | 1,76 m       |
| Santa Cruz de Tenerife       | Victoria Álvarez    | 1,74 m       |
| Valencia                     | Claudia Moras       | 1,76 m       |

- Datos: Q47494568